# Siekierczyce
Siekierczyce (ukr. Сокирчиці) – wschodnia część wsi Hordynia na Ukrainie w rejonie samborskim, należącym do obwodu lwowskiego. Rozpościera się wzdłuż ulicy Iwana Franka.

## Historia
Siekierczyce to dawniej wieś stanowiąca w XIX wieku gminę jednostkową w Bezirk Łąka, od 1867 w powiecie samborskim. Następnie połączono je z Hordynią; w 1880 roku liczyły 498 mieszkańców.